# Guanghua (köpinghuvudort i Kina, Jilin Sheng, lat 41,95, long 125,99)
Guanghua är en köpinghuvudort i Kina. Den ligger i provinsen Jilin, i den nordöstra delen av landet, omkring 230 kilometer söder om provinshuvudstaden Changchun. Antalet invånare är 9 652. Befolkningen består av 4 707 kvinnor och 4 945 män. Barn under 15 år utgör 12,0 %, vuxna 15-64 år 78 %, och äldre över 65 år 9,0 %.
Runt Guanghua är det tätbefolkat, med 613 invånare per kvadratkilometer. Närmaste större samhälle är Erdaojiang, 19,2 km söder om Guanghua. I omgivningarna runt Guanghua växer i huvudsak blandskog.
Genomsnittlig årsnederbörd är 1 123 millimeter. Den regnigaste månaden är juli, med i genomsnitt 335 mm nederbörd, och den torraste är januari, med 11 mm nederbörd.